# Ocyptamus immaculatus
Ocyptamus immaculatus är en tvåvingeart som först beskrevs av Macquart 1842.  Ocyptamus immaculatus ingår i släktet Ocyptamus och familjen blomflugor. Inga underarter finns listade i Catalogue of Life.